# 立山良司
立山 良司（たてやま りょうじ、1947年6月15日 - ）は、日本の国際政治学者、防衛大学校名誉教授。専門は中東現代政治。

## 来歴
東京都生まれ。早稲田大学政治経済学部卒。在イスラエル日本大使館専門調査員、国際連合パレスチナ難民救済事業機関（UNRWA）職員、財団法人中東経済研究所研究主幹などを経て、1997年防衛大学校国際関係学科教授。2013年定年退官、名誉教授。日本エネルギー経済研究所客員研究員。

## 著書
- 『イスラエルとパレスチナ 和平への接点をさぐる』中公新書 1989
- 『エルサレム』新潮選書 1993
- 『中東和平の行方 続・イスラエルとパレスチナ』中公新書 1995
- 『揺れるユダヤ人国家 ポスト・シオニズム』文春新書 2000
- 『宗教世界地図 最新版』新潮社 2002　のち文庫
- 『ユダヤとアメリカ 揺れ動くイスラエル・ロビー』中公新書 2016

### 共編著
- 『中東 ニュースを現代史から理解する』臼杵陽,小島直,池田明史,北沢義之共著 自由国民社 国際情勢ベーシックシリーズ 1994
- 『「新しい戦争」を知るための60のQ&A』森本敏,宮田律共著 新潮社 フォーサイトブックス 2001
- 『イラク戦争を読む 『現代用語の基礎知識』スペシャル』監修・執筆 自由国民社 2003
- 『「対テロ戦争」から世界を読む』監修・執筆 自由国民社 2005
- 『イスラエルを知るための60章』編著 明石書店 エリア・スタディーズ 2012

### 翻訳
- マーク・ヘラー,サリー・ヌセイベ『中東新時代のパラダイム ユダヤ・パレスチナ紛争終結への道を探る』中島勇共訳 ティビーエス・ブリタニカ 1992
- マーク・ユルゲンスマイヤー『グローバル時代の宗教とテロリズム いま、なぜ神の名で人の命が奪われるのか』監修 古賀林幸,櫻井元雄訳 明石書店 2003

## 論文
- ＜立山良司